# Joint Graduate School of Energy and Environment
Die Joint Graduate School of Energy and Environment (JGSEE; Thai บัณฑิตวิทยาลัยร่วมด้านพลังงานและสิ่งแวดล้อม) ist eine unabhängige Graduiertenschule, die als Konsortium von fünf thailändischen Universitäten arbeitet.

## Allgemeines
Die Joint Graduate School of Energy and Environment wurde 1998 gegründet und strebt an, ein international anerkanntes Zentrum für die Ausbildung und die Forschung auf den Gebieten der Energie und der Umwelt zu sein. Die Schule erhält Gelder vom Hochschulministerium (Ministry of Higher Education) und dem Energieministerium (Ministry of Energy).

## Konsortium
Die Schule arbeitet als Konsortium unter Teilnahme von
- King Mongkut’s University of Technology Thonburi
- King Mongkut’s University of Technology North Bangkok,
- der Universität Chiang Mai,
- dem Sirindhorn International Institute of Technology an der Thammasat-Universität in Bangkok,
- der Prince of Songkla-Universität

als Partner.

## Akademische Ausbildung

### Reguläre Studiengänge
Die Schule bietet vier ständige Studienrichtungen an:
- Master of Science (MSc)
- Master of Philosophy (MPhil)
- Master of Engineering (Energy Technology & Management)
- Master of Engineering (Environmental Technology & Management)
- Doktor der Philosophie (PhD)

### Konsortium Programme
Konsortium Programme:
- King Mongkut’s Institute of Technology North Bangkok
  - Doktor der Philosophie in Mechanical Engineering
- Sirindhorn International Institute of Technology an der Thammasat-Universität
  - Master of Science in Engineering or Technology
  - Doktor der Philosophie in Engineering or Technology
- Universität Chiang Mai
  - Master of Engineering in Electrical Engineering
  - Master of Engineering in Mechanical Engineering
  - Master of Engineering in Environmental Engineering
  - Doktor der Philosophie in Electrical Engineering
  - Doktor der Philosophie in Mechanical Engineering
- Prince of Songkla-Universität
  - Master of Science in Biotechnology
  - Master of Engineering in Chemical Engineering
  - Master of Engineering in Mechanical Engineering
  - Doktor der Philosophie in Chemical Engineering
  - Doktor der Philosophie in Biotechnology

Die Ausbildung erfolgt durch thailändische und internationale Kräfte in englischer Sprache auf zweisemestriger Basis. Die Abschlussarbeiten werden von den Studenten an einer der fünf Partneruniversitäten durchgeführt.